# Doo-Wops & Hooligans
Doo-Wops & Hooligans is het debuutalbum van de Amerikaanse zanger Bruno Mars. Het album werd in oktober 2010 uitgebracht door Atlantic en Elektra.
Het album haalde de derde plaats in de Billboard 200 en scoorde ook buiten de Verenigde Staten hoog. De titel van het album refereert aan de doowop-muziek en werd gekozen om de simpele opzet van het album en het feit dat de muziek voor zowel mannen als vrouwen is, te benadrukken.
Het album werd door critici onder andere vergeleken met muziek van Michael Jackson en Jason Mraz. Veel mensen prezen het album om zowel de muziek als de teksten.

## Ontwikkeling

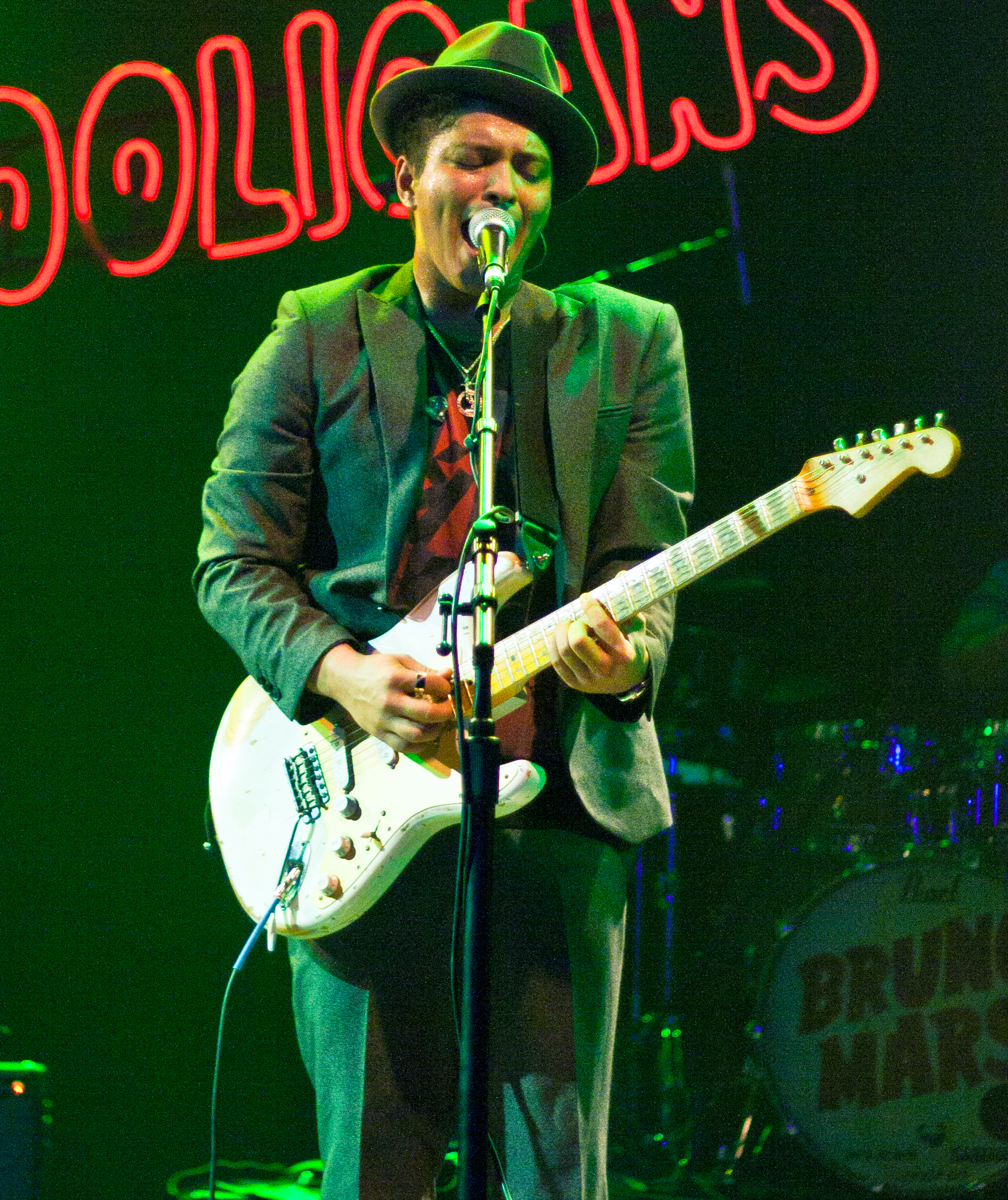
Bruno Mars treedt op in Houston als onderdeel van de Doo-Wops and Hooligans tour.

Doo-Wops & Hooligans werd aangekondigd op 25 augustus 2010 na uitkomst van Mars' debuut-ep It's Better If You Don't Understand eerder dat jaar. De cover van het album werd op 30 augustus 2010 onthuld. Op 9 september 2010 maakte Atlantic Records de tracklijst van het album bekend.
Doo-Wops and Hooligans bevat invloeden uit onder andere popmuziek, rock, soul, hiphop en R&B. Het album is grotendeels geproduceerd en geschreven door Mars’ eigen productieteam, The Smeezingtons.

## Promotie en uitgave
Doo-Wops & Hooligans ging in première op MySpace op 24 september 2010. Op 5 oktober 2010 kwam het album in de winkels te liggen. Een
deluxe editie met twee extra nummers kwam kort daarna ook uit.
Mars promootte het album onder andere met een optreden in de Bowery Ballroom in New York op 25 augustus 2010. Hij was op 9 oktober 2010 tevens te gast bij Saturday Night Live, waar hij de nummers "Just the Way You Are", "Nothin' on You", en "Grenade" zong. Samen met OneRepublic promootte Mars het album tijdens de Hands All Over-tour.
Op 16 november 2010 begon Mars met een reeks concerten om het album te promoten.

## Nummers

### Cd-uitgave
| Nr. | Titel                                             | Schrijver(s) | Producer(s)                     | Duur |
| --- | ------------------------------------------------- | --- | ------------------------------- | ---- |
| 1.  | Grenade                                           | Bruno Mars, Philip Lawrence, Ari Levine, Brody Brown, Claude Kelly, Andrew Wyatt                                                       | The Smeezingtons                | 3:42 |
| 2.  | Just the Way You Are                              | Mars, Lawrence, Levine, Khalil Walton, Khari Cain                                                                                      | The Smeezingtons, Needlz        | 3:40 |
| 3.  | Our First Time                                    | Mars, Lawrence, Levine, Dwayne Chin-Quee, Mitchum Chin                                                                                 | The Smeezingtons, The Supa Dups | 4:03 |
| 4.  | Runaway Baby                                      | Mars, Lawrence, Levine, Brown | The Smeezingtons                | 2:27 |
| 5.  | The Lazy Song                                     | Mars, Lawrence, Levine, K'naan | The Smeezingtons                | 3:15 |
| 6.  | Marry You                                         | Mars, Lawrence, Levine | The Smeezingtons                | 3:50 |
| 7.  | Talking to the Moon                               | Mars, Lawrence, Levine, Albert Winkler, Jeff Bhasker                                                                                   | The Smeezingtons                | 3:37 |
| 8.  | Liquor Store Blues (featuring Damian Marley)      | Mars, Lawrence, Levine, Chin-Quee, Mitchum Chin, Damian Marley, Thomas Pentz                                                           | The Smeezingtons, The Supa Dups | 3:49 |
| 9.  | Count on Me                                       | Mars, Lawrence, Levine | The Smeezingtons                | 3:17 |
| 10. | The Other Side (featuring Cee Lo Green and B.o.B) | Mars, Lawrence, Levine, Brown, Mike Caren, Patrick Stump, Kaveh Rastegar, John Wicks, Jeremy Ruzumna, Joshua Lopez, Bobby Simmons, Jr. | The Smeezingtons                | 3:47 |

### Extra nummers
Deluxe Editie
- Just the Way You Are (Remix in samenwerking met Lupe Fiasco)
- Somewhere in Brooklyn (ep-versie)

Japanse bonusnummers
- Just the Way You Are (Remix in samenwerking met Lupe Fiasco)
- Somewhere in Brooklyn (ep-versie)
- Talking to the Moon (Akoestische pianoversie)
- Just the Way You Are (Live)
- Grenade (Live)
- The Other Side (Live)

Europese en Braziliaanse bonusnummers
- Somewhere in Brooklyn (ep-versie)
- Talking to the Moon (Akoestische pianoversie)

Limited Deluxe Edition bonus tracks
- Just the Way You Are (Remix in samenwerking met Lupe Fiasco)
- Somewhere in Brooklyn (ep-versie)
- Talking to the Moon (Akoestische pianoversie)
- Just the Way You Are (Walmart Soundcheck Versie) (Live)
- Grenade" (Walmart Soundcheck versie) (Live)
- The Other Side (Walmart Soundcheck versie) (Live)

## Ontvangst
Doo-Wops & Hooligans werd met positieve reacties onthaald door critici. Op Allmusic scoort het album 3 uit 5 sterren, en op Metacritic 64 uit 100 punten. Leah Greenblatt van het tijdschrift Entertainment Weekly gaf het album een B+-waardering.
In de Verenigde Staten debuteerde het album op de 3e plaats in de Billboard 200. Er werden 727.000 exemplaren van verkocht in de Verenigde Staten.
Het album haalde in meerdere landen de eerste plaats in de lokale hitlijsten, waaronder Nederland, België, Canada, Zwitserland en het Verenigd Koninkrijk.

## Singles
| Single met eventuele hitnotering(en) in de Nederlandse Top 40 | Datum van verschijnen | Datum van binnenkomst | Hoogste positie | Aantal weken | Opmerkingen                               |
| ------------------------------------------------------------- | --------------------- | --------------------- | --------------- | ------------ | ----------------------------------------- |
| Just the way you are                                          | 2010                  | 02-10-2010            | 1(11wk)         | 23           | Nr. 1 in de Single Top 100 / Alarmschijf  |
| Grenade                                                       | 2010                  | 18-12-2010            | 2               | 23           | Nr. 3 in de Single Top 100 / Alarmschijf  |
| The lazy song                                                 | 2011                  | 02-04-2011            | 4               | 20           | Nr. 11 in de Single Top 100 / Alarmschijf |
| Marry you                                                     | 15-08-2011            | 24-09-2011            | 13              | 13           | Nr. 22 in de Single Top 100               |

| Single met hitnotering(en) in de Vlaamse Ultratop 50 | Datum van verschijnen | Datum van binnenkomst | Hoogste positie | Aantal weken | Opmerkingen                       |
| ---------------------------------------------------- | --------------------- | --------------------- | --------------- | ------------ | --------------------------------- |
| Just the way you are                                 | 2010                  | 16-10-2010            | 4               | 27           | Nr. 2 in de Radio 2 Top 30 / Goud |
| Grenade                                              | 2010                  | 18-12-2010            | 3               | 25           | Nr. 1 in de Radio 2 Top 30 / Goud |
| The lazy song                                        | 2011                  | 07-05-2011            | 4               | 21           | Nr. 1 in de Radio 2 Top 30 / Goud |
| Marry you                                            | 2011                  | 17-09-2011            | 11              | 21           | Nr. 3 in de Radio 2 Top 30        |

## Hitnoteringen

### NederlandseAlbum Top 100
| Hitnotering: (Week 1 t/m 66) 22-01-2011 t/m 21-04-2012 Hitnotering: (Week 67 t/m 71) 05-05-2012 t/m 02-06-2012 Hitnotering: (Week 72 t/m 74) 07-07-2012 t/m 21-07-2012 Hitnotering: (Week 75 t/m 76) 11-08-2012 t/m 18-08-2012 | Hitnotering: (Week 1 t/m 66) 22-01-2011 t/m 21-04-2012 Hitnotering: (Week 67 t/m 71) 05-05-2012 t/m 02-06-2012 Hitnotering: (Week 72 t/m 74) 07-07-2012 t/m 21-07-2012 Hitnotering: (Week 75 t/m 76) 11-08-2012 t/m 18-08-2012 | Hitnotering: (Week 1 t/m 66) 22-01-2011 t/m 21-04-2012 Hitnotering: (Week 67 t/m 71) 05-05-2012 t/m 02-06-2012 Hitnotering: (Week 72 t/m 74) 07-07-2012 t/m 21-07-2012 Hitnotering: (Week 75 t/m 76) 11-08-2012 t/m 18-08-2012 | Hitnotering: (Week 1 t/m 66) 22-01-2011 t/m 21-04-2012 Hitnotering: (Week 67 t/m 71) 05-05-2012 t/m 02-06-2012 Hitnotering: (Week 72 t/m 74) 07-07-2012 t/m 21-07-2012 Hitnotering: (Week 75 t/m 76) 11-08-2012 t/m 18-08-2012 | Hitnotering: (Week 1 t/m 66) 22-01-2011 t/m 21-04-2012 Hitnotering: (Week 67 t/m 71) 05-05-2012 t/m 02-06-2012 Hitnotering: (Week 72 t/m 74) 07-07-2012 t/m 21-07-2012 Hitnotering: (Week 75 t/m 76) 11-08-2012 t/m 18-08-2012 | Hitnotering: (Week 1 t/m 66) 22-01-2011 t/m 21-04-2012 Hitnotering: (Week 67 t/m 71) 05-05-2012 t/m 02-06-2012 Hitnotering: (Week 72 t/m 74) 07-07-2012 t/m 21-07-2012 Hitnotering: (Week 75 t/m 76) 11-08-2012 t/m 18-08-2012 | Hitnotering: (Week 1 t/m 66) 22-01-2011 t/m 21-04-2012 Hitnotering: (Week 67 t/m 71) 05-05-2012 t/m 02-06-2012 Hitnotering: (Week 72 t/m 74) 07-07-2012 t/m 21-07-2012 Hitnotering: (Week 75 t/m 76) 11-08-2012 t/m 18-08-2012 | Hitnotering: (Week 1 t/m 66) 22-01-2011 t/m 21-04-2012 Hitnotering: (Week 67 t/m 71) 05-05-2012 t/m 02-06-2012 Hitnotering: (Week 72 t/m 74) 07-07-2012 t/m 21-07-2012 Hitnotering: (Week 75 t/m 76) 11-08-2012 t/m 18-08-2012 | Hitnotering: (Week 1 t/m 66) 22-01-2011 t/m 21-04-2012 Hitnotering: (Week 67 t/m 71) 05-05-2012 t/m 02-06-2012 Hitnotering: (Week 72 t/m 74) 07-07-2012 t/m 21-07-2012 Hitnotering: (Week 75 t/m 76) 11-08-2012 t/m 18-08-2012 | Hitnotering: (Week 1 t/m 66) 22-01-2011 t/m 21-04-2012 Hitnotering: (Week 67 t/m 71) 05-05-2012 t/m 02-06-2012 Hitnotering: (Week 72 t/m 74) 07-07-2012 t/m 21-07-2012 Hitnotering: (Week 75 t/m 76) 11-08-2012 t/m 18-08-2012 | Hitnotering: (Week 1 t/m 66) 22-01-2011 t/m 21-04-2012 Hitnotering: (Week 67 t/m 71) 05-05-2012 t/m 02-06-2012 Hitnotering: (Week 72 t/m 74) 07-07-2012 t/m 21-07-2012 Hitnotering: (Week 75 t/m 76) 11-08-2012 t/m 18-08-2012 | Hitnotering: (Week 1 t/m 66) 22-01-2011 t/m 21-04-2012 Hitnotering: (Week 67 t/m 71) 05-05-2012 t/m 02-06-2012 Hitnotering: (Week 72 t/m 74) 07-07-2012 t/m 21-07-2012 Hitnotering: (Week 75 t/m 76) 11-08-2012 t/m 18-08-2012 | Hitnotering: (Week 1 t/m 66) 22-01-2011 t/m 21-04-2012 Hitnotering: (Week 67 t/m 71) 05-05-2012 t/m 02-06-2012 Hitnotering: (Week 72 t/m 74) 07-07-2012 t/m 21-07-2012 Hitnotering: (Week 75 t/m 76) 11-08-2012 t/m 18-08-2012 | Hitnotering: (Week 1 t/m 66) 22-01-2011 t/m 21-04-2012 Hitnotering: (Week 67 t/m 71) 05-05-2012 t/m 02-06-2012 Hitnotering: (Week 72 t/m 74) 07-07-2012 t/m 21-07-2012 Hitnotering: (Week 75 t/m 76) 11-08-2012 t/m 18-08-2012 | Hitnotering: (Week 1 t/m 66) 22-01-2011 t/m 21-04-2012 Hitnotering: (Week 67 t/m 71) 05-05-2012 t/m 02-06-2012 Hitnotering: (Week 72 t/m 74) 07-07-2012 t/m 21-07-2012 Hitnotering: (Week 75 t/m 76) 11-08-2012 t/m 18-08-2012 | Hitnotering: (Week 1 t/m 66) 22-01-2011 t/m 21-04-2012 Hitnotering: (Week 67 t/m 71) 05-05-2012 t/m 02-06-2012 Hitnotering: (Week 72 t/m 74) 07-07-2012 t/m 21-07-2012 Hitnotering: (Week 75 t/m 76) 11-08-2012 t/m 18-08-2012 | Hitnotering: (Week 1 t/m 66) 22-01-2011 t/m 21-04-2012 Hitnotering: (Week 67 t/m 71) 05-05-2012 t/m 02-06-2012 Hitnotering: (Week 72 t/m 74) 07-07-2012 t/m 21-07-2012 Hitnotering: (Week 75 t/m 76) 11-08-2012 t/m 18-08-2012 | Hitnotering: (Week 1 t/m 66) 22-01-2011 t/m 21-04-2012 Hitnotering: (Week 67 t/m 71) 05-05-2012 t/m 02-06-2012 Hitnotering: (Week 72 t/m 74) 07-07-2012 t/m 21-07-2012 Hitnotering: (Week 75 t/m 76) 11-08-2012 t/m 18-08-2012 | Hitnotering: (Week 1 t/m 66) 22-01-2011 t/m 21-04-2012 Hitnotering: (Week 67 t/m 71) 05-05-2012 t/m 02-06-2012 Hitnotering: (Week 72 t/m 74) 07-07-2012 t/m 21-07-2012 Hitnotering: (Week 75 t/m 76) 11-08-2012 t/m 18-08-2012 | Hitnotering: (Week 1 t/m 66) 22-01-2011 t/m 21-04-2012 Hitnotering: (Week 67 t/m 71) 05-05-2012 t/m 02-06-2012 Hitnotering: (Week 72 t/m 74) 07-07-2012 t/m 21-07-2012 Hitnotering: (Week 75 t/m 76) 11-08-2012 t/m 18-08-2012 | Hitnotering: (Week 1 t/m 66) 22-01-2011 t/m 21-04-2012 Hitnotering: (Week 67 t/m 71) 05-05-2012 t/m 02-06-2012 Hitnotering: (Week 72 t/m 74) 07-07-2012 t/m 21-07-2012 Hitnotering: (Week 75 t/m 76) 11-08-2012 t/m 18-08-2012 |
| Week: | 1 | 2 | 3 | 4 | 5 | 6 | 7 | 8 | 9 | 10 | 11 | 12 | 13 | 14 | 15 | 16 | 17 | 18 | 19 | 20 |
| --- | --- | --- | --- | --- | --- | --- | --- | --- | --- | --- | --- | --- | --- | --- | --- | --- | --- | --- | --- | --- |
| Positie: | 1 | 2 | 2 | 2 | 3 | 2 | 3 | 7 | 9 | 2 | 5 | 5 | 4 | 8 | 9 | 9 | 10 | 13 | 13 | 11 |
| Week: | 21 | 22 | 23 | 24 | 25 | 26 | 27 | 28 | 29 | 30 | 31 | 32 | 33 | 34 | 35 | 36 | 37 | 38 | 39 | 40 |
| Positie: | 8 | 10 | 13 | 7 | 6 | 10 | 8 | 11 | 10 | 8 | 11 | 21 | 17 | 18 | 23 | 26 | 43 | 26 | 28 | 29 |
| Week: | 41 | 42 | 43 | 44 | 45 | 46 | 47 | 48 | 49 | 50 | 51 | 52 | 53 | 54 | 55 | 56 | 57 | 58 | 59 | 60 |
| Positie: | 24 | 30 | 27 | 21 | 27 | 22 | 31 | 31 | 27 | 33 | 30 | 34 | 28 | 31 | 34 | 46 | 40 | 38 | 43 | 64 |
| Week: | 61 | 62 | 63 | 64 | 65 | 66 | | 67 | 68 | 69 | 70 | 71 | | 72 | 73 | 74 | | 75 | 76 | |
| Positie: | 56 | 56 | 73 | 72 | 80 | 79 | uit | 97 | 90 | 97 | 86 | 94 | uit | 96 | 95 | 78 | uit | 95 | 72 | uit |

### VlaamseUltratop 200 Albums
| Hitnotering: (Week 1 t/m 68) 22-01-2011 t/m 05-05-2012 Hitnotering: (Week 69 t/m 81) 19-05-2012 t/m 11-08-2012 Hitnotering: (Week 82) 08-09-2012 Hitnotering: (Week 83) 29-09-2012 Hitnotering: (Week 84) 05-01-2019 Hitnotering: (Week 85 t/m 112) 19-01-2019 t/m heden | Hitnotering: (Week 1 t/m 68) 22-01-2011 t/m 05-05-2012 Hitnotering: (Week 69 t/m 81) 19-05-2012 t/m 11-08-2012 Hitnotering: (Week 82) 08-09-2012 Hitnotering: (Week 83) 29-09-2012 Hitnotering: (Week 84) 05-01-2019 Hitnotering: (Week 85 t/m 112) 19-01-2019 t/m heden | Hitnotering: (Week 1 t/m 68) 22-01-2011 t/m 05-05-2012 Hitnotering: (Week 69 t/m 81) 19-05-2012 t/m 11-08-2012 Hitnotering: (Week 82) 08-09-2012 Hitnotering: (Week 83) 29-09-2012 Hitnotering: (Week 84) 05-01-2019 Hitnotering: (Week 85 t/m 112) 19-01-2019 t/m heden | Hitnotering: (Week 1 t/m 68) 22-01-2011 t/m 05-05-2012 Hitnotering: (Week 69 t/m 81) 19-05-2012 t/m 11-08-2012 Hitnotering: (Week 82) 08-09-2012 Hitnotering: (Week 83) 29-09-2012 Hitnotering: (Week 84) 05-01-2019 Hitnotering: (Week 85 t/m 112) 19-01-2019 t/m heden | Hitnotering: (Week 1 t/m 68) 22-01-2011 t/m 05-05-2012 Hitnotering: (Week 69 t/m 81) 19-05-2012 t/m 11-08-2012 Hitnotering: (Week 82) 08-09-2012 Hitnotering: (Week 83) 29-09-2012 Hitnotering: (Week 84) 05-01-2019 Hitnotering: (Week 85 t/m 112) 19-01-2019 t/m heden | Hitnotering: (Week 1 t/m 68) 22-01-2011 t/m 05-05-2012 Hitnotering: (Week 69 t/m 81) 19-05-2012 t/m 11-08-2012 Hitnotering: (Week 82) 08-09-2012 Hitnotering: (Week 83) 29-09-2012 Hitnotering: (Week 84) 05-01-2019 Hitnotering: (Week 85 t/m 112) 19-01-2019 t/m heden | Hitnotering: (Week 1 t/m 68) 22-01-2011 t/m 05-05-2012 Hitnotering: (Week 69 t/m 81) 19-05-2012 t/m 11-08-2012 Hitnotering: (Week 82) 08-09-2012 Hitnotering: (Week 83) 29-09-2012 Hitnotering: (Week 84) 05-01-2019 Hitnotering: (Week 85 t/m 112) 19-01-2019 t/m heden | Hitnotering: (Week 1 t/m 68) 22-01-2011 t/m 05-05-2012 Hitnotering: (Week 69 t/m 81) 19-05-2012 t/m 11-08-2012 Hitnotering: (Week 82) 08-09-2012 Hitnotering: (Week 83) 29-09-2012 Hitnotering: (Week 84) 05-01-2019 Hitnotering: (Week 85 t/m 112) 19-01-2019 t/m heden | Hitnotering: (Week 1 t/m 68) 22-01-2011 t/m 05-05-2012 Hitnotering: (Week 69 t/m 81) 19-05-2012 t/m 11-08-2012 Hitnotering: (Week 82) 08-09-2012 Hitnotering: (Week 83) 29-09-2012 Hitnotering: (Week 84) 05-01-2019 Hitnotering: (Week 85 t/m 112) 19-01-2019 t/m heden | Hitnotering: (Week 1 t/m 68) 22-01-2011 t/m 05-05-2012 Hitnotering: (Week 69 t/m 81) 19-05-2012 t/m 11-08-2012 Hitnotering: (Week 82) 08-09-2012 Hitnotering: (Week 83) 29-09-2012 Hitnotering: (Week 84) 05-01-2019 Hitnotering: (Week 85 t/m 112) 19-01-2019 t/m heden | Hitnotering: (Week 1 t/m 68) 22-01-2011 t/m 05-05-2012 Hitnotering: (Week 69 t/m 81) 19-05-2012 t/m 11-08-2012 Hitnotering: (Week 82) 08-09-2012 Hitnotering: (Week 83) 29-09-2012 Hitnotering: (Week 84) 05-01-2019 Hitnotering: (Week 85 t/m 112) 19-01-2019 t/m heden | Hitnotering: (Week 1 t/m 68) 22-01-2011 t/m 05-05-2012 Hitnotering: (Week 69 t/m 81) 19-05-2012 t/m 11-08-2012 Hitnotering: (Week 82) 08-09-2012 Hitnotering: (Week 83) 29-09-2012 Hitnotering: (Week 84) 05-01-2019 Hitnotering: (Week 85 t/m 112) 19-01-2019 t/m heden | Hitnotering: (Week 1 t/m 68) 22-01-2011 t/m 05-05-2012 Hitnotering: (Week 69 t/m 81) 19-05-2012 t/m 11-08-2012 Hitnotering: (Week 82) 08-09-2012 Hitnotering: (Week 83) 29-09-2012 Hitnotering: (Week 84) 05-01-2019 Hitnotering: (Week 85 t/m 112) 19-01-2019 t/m heden | Hitnotering: (Week 1 t/m 68) 22-01-2011 t/m 05-05-2012 Hitnotering: (Week 69 t/m 81) 19-05-2012 t/m 11-08-2012 Hitnotering: (Week 82) 08-09-2012 Hitnotering: (Week 83) 29-09-2012 Hitnotering: (Week 84) 05-01-2019 Hitnotering: (Week 85 t/m 112) 19-01-2019 t/m heden | Hitnotering: (Week 1 t/m 68) 22-01-2011 t/m 05-05-2012 Hitnotering: (Week 69 t/m 81) 19-05-2012 t/m 11-08-2012 Hitnotering: (Week 82) 08-09-2012 Hitnotering: (Week 83) 29-09-2012 Hitnotering: (Week 84) 05-01-2019 Hitnotering: (Week 85 t/m 112) 19-01-2019 t/m heden | Hitnotering: (Week 1 t/m 68) 22-01-2011 t/m 05-05-2012 Hitnotering: (Week 69 t/m 81) 19-05-2012 t/m 11-08-2012 Hitnotering: (Week 82) 08-09-2012 Hitnotering: (Week 83) 29-09-2012 Hitnotering: (Week 84) 05-01-2019 Hitnotering: (Week 85 t/m 112) 19-01-2019 t/m heden | Hitnotering: (Week 1 t/m 68) 22-01-2011 t/m 05-05-2012 Hitnotering: (Week 69 t/m 81) 19-05-2012 t/m 11-08-2012 Hitnotering: (Week 82) 08-09-2012 Hitnotering: (Week 83) 29-09-2012 Hitnotering: (Week 84) 05-01-2019 Hitnotering: (Week 85 t/m 112) 19-01-2019 t/m heden | Hitnotering: (Week 1 t/m 68) 22-01-2011 t/m 05-05-2012 Hitnotering: (Week 69 t/m 81) 19-05-2012 t/m 11-08-2012 Hitnotering: (Week 82) 08-09-2012 Hitnotering: (Week 83) 29-09-2012 Hitnotering: (Week 84) 05-01-2019 Hitnotering: (Week 85 t/m 112) 19-01-2019 t/m heden | Hitnotering: (Week 1 t/m 68) 22-01-2011 t/m 05-05-2012 Hitnotering: (Week 69 t/m 81) 19-05-2012 t/m 11-08-2012 Hitnotering: (Week 82) 08-09-2012 Hitnotering: (Week 83) 29-09-2012 Hitnotering: (Week 84) 05-01-2019 Hitnotering: (Week 85 t/m 112) 19-01-2019 t/m heden | Hitnotering: (Week 1 t/m 68) 22-01-2011 t/m 05-05-2012 Hitnotering: (Week 69 t/m 81) 19-05-2012 t/m 11-08-2012 Hitnotering: (Week 82) 08-09-2012 Hitnotering: (Week 83) 29-09-2012 Hitnotering: (Week 84) 05-01-2019 Hitnotering: (Week 85 t/m 112) 19-01-2019 t/m heden | Hitnotering: (Week 1 t/m 68) 22-01-2011 t/m 05-05-2012 Hitnotering: (Week 69 t/m 81) 19-05-2012 t/m 11-08-2012 Hitnotering: (Week 82) 08-09-2012 Hitnotering: (Week 83) 29-09-2012 Hitnotering: (Week 84) 05-01-2019 Hitnotering: (Week 85 t/m 112) 19-01-2019 t/m heden |
| Week: | 1 | 2 | 3 | 4 | 5 | 6 | 7 | 8 | 9 | 10 | 11 | 12 | 13 | 14 | 15 | 16 | 17 | 18 | 19 | 20 |
| --- | --- | --- | --- | --- | --- | --- | --- | --- | --- | --- | --- | --- | --- | --- | --- | --- | --- | --- | --- | --- |
| Positie: | 2 | 1 | 2 | 2 | 4 | 5 | 3 | 8 | 8 | 11 | 12 | 20 | 20 | 24 | 24 | 27 | 25 | 27 | 23 | 19 |
| Week: | 21 | 22 | 23 | 24 | 25 | 26 | 27 | 28 | 29 | 30 | 31 | 32 | 33 | 34 | 35 | 36 | 37 | 38 | 39 | 40 |
| Positie: | 19 | 23 | 27 | 22 | 15 | 11 | 13 | 22 | 24 | 23 | 28 | 33 | 31 | 20 | 17 | 19 | 18 | 20 | 17 | 16 |
| Week: | 41 | 42 | 43 | 44 | 45 | 46 | 47 | 48 | 49 | 50 | 51 | 52 | 53 | 54 | 55 | 56 | 57 | 58 | 59 | 60 |
| Positie: | 14 | 23 | 24 | 30 | 39 | 46 | 37 | 35 | 36 | 32 | 32 | 34 | 43 | 25 | 27 | 35 | 38 | 33 | 34 | 46 |
| Week: | 61 | 62 | 63 | 64 | 65 | 66 | 67 | 68 | | 69 | 70 | 71 | 72 | 73 | 74 | 75 | 76 | 77 | 78 | 79 |
| Positie: | 44 | 50 | 46 | 52 | 61 | 57 | 63 | 83 | uit | 75 | 98 | 107 | 88 | 92 | 103 | 101 | 115 | 115 | 114 | 126 |
| Week: | 80 | 81 | | 82 | | 83 | | 84 | | 85 | 86 | 87 | 88 | 89 | 90 | 91 | 92 | 93 | 94 | 95 |
| Positie: | 159 | 166 | uit | 173 | uit | 192 | uit | 161 | uit | 143 | 142 | 109 | 98 | 113 | 96 | 121 | 99 | 159 | 78 | 88 |
| Week: | 96 | 97 | 98 | 99 | 100 | 101 | 102 | 103 | 104 | 105 | 106 | 107 | 108 | 109 | 110 | 111 | 112 | | | |
| Positie: | 120 | 135 | 107 | 81 | 121 | 110 | 115 | 89 | 111 | 104 | 119 | 97 | 83 | 97 | 119 | 130 | 71 | | | |